# 中国人民解放军陆军合成第五十五旅
合成第五十五旅，又称“雪域雄师”，是中国人民解放军陆军第七十七集团军下辖的一个轻型合成旅，驻地西藏自治区拉萨市。

## 历史

### 山西新军政卫二一二旅
该旅前身可追溯至山西新軍政衛第二一二旅，1938年9月，稷山游击支队和安邑游击支队合编为教导三总队(团级) ，下辖三个大队：
- - 第一大队由稷山支队第一、二大队组成；
  - 第二大队由安邑支队组成；
  - 第三大队由稷山支队第三大队组成。

1938年12月，在教导三总队的基础上，将晋西南各县自卫总队、游击支队统一整编为政治保卫队第一支队(简称政卫一支队) ，旅级编制，支队下辖十个大队约有3000人：
- - 原教导第三总队的第一、二、三大队依次编为支队的第一、二、三大队；
  - 第四大队由曲沃县大队组成；
  - 第五大队由安邑公安队组成；
  - 第六大队由猗氏支队组成；
  - 第七大队由万泉支队组成；
  - 第八大队游虞乡自卫总队组成；
  - 第九大队由闻喜县政府、牺盟会在同蒲铁路以西地区直接发展建立；
  - 第十大队由起义的皇协军组成。

1939年7月，政卫一支队改编为第二一二旅，旅长孙定国，政委王成林（1948年4月临汾战役时牺牲），参谋长薛克忠，政治部主任朱佩瑄（开国大校）。约4000人，下辖
- - 第五十四团由原政卫一支队的第一、三、五大队编成，依次称为第一、二、三营；
  - 第五十五团由原政卫一支队的第二、四、六大队编成，依次称为第一、二、三营；
  - 第五十六团由原政卫一支队的第七、九、八大队编成，依次称为第一、二、三营。
  - 抗日游击第一支队，由新绛、闻喜、曲沃的三边地带改造游杂部队和动员青年参军于39年10月建立
  - 抗日游击第二支队，由安邑、猗氏、万泉三县公安队于40年1月合编

“十二月事变” 后，第二一二旅列入了决死第一纵队序列。1940年4月，第五十六团与游击第一、第二支队取消番号，第五十六团第二营、游击第一支队大部、游击第二支队编入第五十四团；第五十六团一营、游击第一支队一部编入第五十五团。1940年10月，第二一二旅第二次整编，旅番号保留，所属部队缩编为第五十四、第五十五、第五十六团，每团辖四个连。
1944年8月起，前山西新军部队不再使用原番号，政卫第二一二旅改称太岳军区第三军分区。

### 抗战后

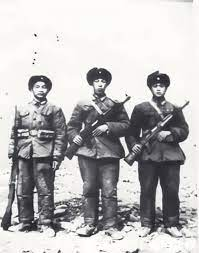
庞国兴的战斗小组中的三人在战斗结束后合影（缺一人，庞为中间者）

抗战结束后，第三军分区改编为晋冀鲁豫野战军第八纵队第二十四旅。后编入第四纵队为第十二旅，旅长刘金轩，政委李耀，副旅长兼参谋长符先辉，副政委张明。是中原野战军中实力最强劲的几个旅之一，自成立之初便不乏以少胜多的战例。其中，尤以在襄樊战役中的第一阶段中歼灭国民革命军一个旅的大部，自身伤亡仅26人，整个战役中，第十二旅以冲入中华民国国军第十五绥靖司令部，歼敌8000余人的战绩，受到刘伯承等首长的赞赏和嘉勉。
随后第四纵队于1949年2月拆分，第十旅改编为第十三军第三十七师，第十一旅改编为第十四军第四十师，第十二旅改编为陕南军区（第十九军）第五十五师。师长符先辉，政委张明。第五十五师参加了上党、吕梁、晋南、宛西、襄樊、淮海、陕南、进军川北等战役。在鄂陕交界安康平利县关垭子战斗中，歼敌1个师，俘敌师长符树蓬。在解放安康的牛蹄岭战役中，55师等部与数倍于我的胡宗南部进行激战，取得了陕南战役的决定性胜利。1949年底，率部进军川北，指挥了川北战役，歼灭川陕鄂豫绥靖公署主任王凌云部3个军另1个师，俘敌13000余人。成功开辟了陕南根据地。
建国后，跟随第十九军驻防青海，参与平定了1959年藏区骚乱中青海发生的骚乱。并在1962年的中印边境战争的西山口之战中担当正面主攻，一举击溃印度陆军正面防御的第四十八旅，战役期间，第五十五师下属第一六三团的一名下士副班长庞国兴因追擊過快，與主力部隊失去聯繫，後遭遇八班副班長周文軒和六班戰士王世軍、冉福林，四人臨時組成戰鬥小組繼續作戰。四人沿公路跟蹤追擊，發現印軍炮兵陣地後與行進中會合的九班班長魏應武等三人通過迂迴包抄、搶佔山樑的方式對陣地發起突擊，印軍丟下火炮、電台等裝備逃跑。最终仅凭4人之力便击溃印军一个炮兵团。庞国兴战后荣立一等功并获得“全国战斗英雄”荣誉称号，也是第五十五师最脍炙人口的战斗英雄。

### 第五十五旅
1985年，陆军第五十五师转隶陆军第二十一集团军，执行轻型摩托化步兵师编制，下辖5个步兵营，1个炮兵团，1个高炮营以及直属分队。1989年整编为北方乙种摩托化步兵师， 由师-营体制调整为师-团-营体制。
1998年缩编为步兵旅，2017年改为轻型合成旅。

## 沿革
参考资料：
| 部隊番號                 | 使用時期             |
| ------------------------ | -------------------- |
| 山西新軍政衛第二一二旅   | 1938年3月-1944年9月  |
| 太岳軍區第三军分区       | 1944年9月-1945年12月 |
| 晋冀鲁豫野战军第二十四旅 | 1945年12月-1946年2月 |
| 太岳军区独立旅           | 1946年2月-1948年4月  |
| 晋冀鲁豫野战军第十二旅   | 1948年4月-1949年3月  |
| 中国人民解放军第五十五师 | 1949年3月-1960年1月  |
| 陆军第五十五师           | 1960年1月-1985年11月 |
| 步兵第五十五师           | 1985年11月-1989年8月 |
| 摩托化步兵第五十五师     | 1989年8月-1998年10月 |
| 摩托化步兵第五十五旅     | 1998年10月-2017年4月 |
| 合成第五十五旅           | 2017年4月至今        |

## 荣誉
- 战斗英雄：庞国兴，时任陆军第五十五师第一六三团九连某班副班长